# جبل كير
جبل كِيْر، هو جبل أحمر مع ميل إلى السواد يقع في وسط الجزيرة العربية في منطقة القصيم في الجنوب الغربي من ناحية الرس على بعد 38 كم إلى الشمال من جبل خزاز المجاور لبلدة دخنة على بعد 10 كم وإلى الشرق من جبال إمَّرة على بعد 17 كم، وقد ذكره ياقوت الحموي على أنه جبل في بلاد قبيلة غطفان.

## ذكره في الشعر
ذكره قديما الشاعر الجاهلي عروة بن الورد العبسي الغطفاني المعروف بعروة الصعاليك في قصيدة يتشوق فيها إلى زوجته سلمى من قبيلة كنانة في تهامة :
واشتهر كير في الشعر العامي حديثا بسبب وقعة حدثت قربه منذ حوالي مئتي سنة بين أناس من قبيلة عنزة وبين قبيلة مطير سنة 1193هـ.

## المسح الأثري للجبل
- منطقة أسفل الجبل فيها العديد من أكوام الحجارة في أسفل الجبل من الجهة الشرقية بالقرب من مقالع صخور الجرانيت، وهي بقطر 4م، وبارتفاع 2م تقريباً.
- منطقة قمة الجبل توجد في قمته من الناحية الجنوبية دائرة حجرية تكون أحجارها مهذبة من الناحية الهندسية التي أُستخدمت حين قطع تلك الأحجار، وقطر هذه الدائرة 9م، وارتفاعها 2م تقريباً.[2]

## استخدامات حجارته
بعد أن اكتشف بأن الجزء الشرقي من كير يصلح لصناعة البلاط المقاوم لحرارة الشمس فنقل جزء كبير منه إلى المسجد النبوي والمسجد الحرام.

## وصلات خارجية
- استزراع أشجار الطلح في جبل كير بالرس.